# داز پوینت، نیو ساوت ولز
داز پوینت (به انگلیسی: Dawes Point) یک حومه شهر در استرالیا است که در نیو ساوت ولز واقع شده‌است.